# فعالیت های سیا در لیبی
آژانس اطلاعات مرکزی، به ویژه پس از کودتای ۱۹۶۹ لیبی، فعالیت‌های نظارتی متعددی را در لیبی انجام داده‌است. این فعالیت‌های نظارتی تمرکز ویژه ای بر منافع نفتی آمریکا در منطقه داشت، اما به سرعت بر حکومت معمر قذافی و خصومت او با ایالات متحده متمرکز شد. در طول جنگ داخلی اول لیبی، تمرکز سیا به شورشیان لیبی معطوف شد که در نهایت قذافی را سرنگون کردند.

## ۱۹۶۹

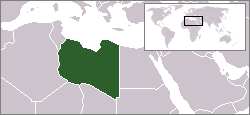
موقعیت لیبی

باتمرکز بر شش ماه آینده پس از کودتا که سلطنت را سرنگون کرد،نتیجه‌گیری‌ها چنین تخمین زدند:تحولات محتمل در سیاست لیبی، با توجه به موضوعاتی که بر منافع ایالات متحده تأثیر می‌گذارد.
کاپیتان‌ها و ستوان‌های جوانی که ۴ماه پیش کنترل لیبی را به دست گرفتند، خواستار حذف تأسیسات نظامی خارجی از لیبی شدند. تخلیه پایگاه‌ها به نحوی که برای لیبیایی‌ها رضایت بخش باشد، تضمین کننده روابط خوب بین لیبی و آمریکا نیست، اما هر نتیجه دیگری به‌طور جدی به منافع ایالات متحده لطمه خواهد زد. اعضای شورای فرماندهی انقلاب (شورای فرماندهی انقلاب) نیز به وضوح مصمم هستند که با خط عربی ستیزه‌جو نسبت به اسرائیل همذات پنداری کنند. در این دو خواسته، آنها منعکس کننده خلق و خوی حاکم در خود لیبی هستند و هر رژیم جانشین احتمالاً سیاست‌های مشابهی را دنبال خواهد کرد.
فراتر از این، ما اطلاعات کمی در مورد سیاست‌های شورای فرماندهی انقلاب داریم و به نظر می‌رسد منابع بالقوه اختلاف در این گروه وجود دارد. این کشور که از تسلط خود بر قدرت مطمئن نیست و اهداف سیاست داخلی مشخصی ندارد، تمایل دارد به دنبال مشاوره به دیگر کشورهای عربی باشد، به ویژه مصر، که رهبران شورای فرماندهی انقلاب در حال توسعه روابط نزدیک با آن هستند.

پرچم لیبی (۱۹۷۷–۲۰۱۱)

عملیات نفتی در لیبی تراز پرداخت‌های ایالات متحده را بیش از ۸۰۰میلیون دلار در سال ۱۹۶۸ خالص کردشورای فرماندهی انقلاب به شدت و با موفقیت برای افزایش درآمد خود از نفت فشار خواهد آورد. ملی شدن تولید نفت محتمل بنظر نمی‌رسد، اما نمی‌توان آن را به‌طور کامل رد کرد، لیبی دربرخورد با شرکت‌های نفتی دارای کارت‌های بالایی است.
شورای فرماندهی انقلاب احتمالاً از لحاظ مالی حتی بیشتر از سلطنت به آرمان عرب کمک خواهد کرد. همچنین ممکن است تعدادی از نیروها را در مصر و شاید اردن مستقر کند. اگر مصر بخواهد، شورای فرماندهی انقلاب احتمالاً موافقت می‌کند که فرودگاه‌های لیبی را در اختیار هواپیماهای مصری قرار دهد. در درازمدت، این امکان وجود دارد که هواپیماهای شناسایی سرنشین دار شوروی در ظاهری اجازه دسترسی به تأسیسات در لیبی را داشته باشند.شرایطی که تحت آن چنین احتمالی ممکن است به وجود بیاید در NIE 11-6-70، «سیاست‌های شوروی در حوزه مدیترانه» که برای انتشار در سه‌ماهه اول سال ۱۹۷۰ برنامه‌ریزی شده‌است، به‌طور کامل کاوش خواهد شد. اتحاد جماهیر شوروی تقریباً مطمئناً مجاز خواهد بود. با این حال، ما شک داریم که لیبیایی‌ها به اتحاد جماهیر شوروی سوسیالیستی دسترسی به تأسیسات نظامی درلیبی را باشرایط فراسرزمینی بدهند.

## ۱۹۸۱
یک یافته جهانی در سال۱۹۸۱ به سیا دستور داد تا علیه معمر قذافی که گمان می‌رود درحال توزیع سلاح برای تروریست‌ها درسراسر اروپا و آفریقا است، اقدام کند.

## ۲۰۰۵

### تحلیل هوش
پورتر گاس در بیانیه کمیته اطلاعات سنا، وضعیت لیبی را به عنوان یک داستان موفقیت‌آمیز در عدم اشاعه توصیف کرد گاس گفت که لیبی، تا پایان سال ۲۰۰۴، تعدادی گام مهم را که وعده داده بود، برداشته است:
- از بین بردن عناصر کلیدی برنامه تسلیحات هسته ای خود و گشودن خود به روی آژانس بین‌المللی انرژی اتمی.
- از برخی دارایی‌های کلیدی جنگ شیمیایی صرف نظر کرد و برنامه سابق CW خود را در معرض بررسی بین‌المللی قرار داد.
- لیبی پس از افشای ذخایر اسکاد و تلاش‌های تحقیق و توسعه موشک‌های بالستیک و کروز در سال ۲۰۰۳، گام‌های مهمی برای پایبندی به تعهد خود مبنی بر محدود کردن برد موشک‌های خود به آستانه برد ۳۰۰ کیلومتری کنترل فناوری موشکی (MTCR) برداشت.

ایالات متحده به همکاری بالیبی برای روشن کردن برخی اختلافات دراین بیانیه ادامه داد.

## جنگ داخلی لیبی

پرچم لیبی (تظاهرات ۲۰۱۱).

پس از اینکه جنبش بهار عربی حاکمان تونس و مصر، همسایگان آن در غرب و شرق را سرنگون کرد، لیبی در فوریه۲۰۱۱ شورش بزرگی داشت. در پاسخ، دولت اوباما مأموران شبه نظامی بخش فعالیت‌های ویژه سیا را برای ارزیابی وضعیت و جمع‌آوری اطلاعات در مورد نیروهای مخالف فرستاد.
در مراحل اولیه حمله هوایی لیبی، نیروهای شبه نظامی در بازیابی خلبان نیروی هوایی آمریکا که به دلیل مشکلات مکانیکی سقوط کرده بود، کمک کردند. همچنین در واشینگتن پست گمانه زنی‌هایی وجود داشت مبنی بر اینکه پرزیدنت اوباما در مارس۲۰۱۱ یک اقدام مخفیانه راصادر کرد که به سیا اجازه داد تا تلاشی مخفیانه برای ارائه تسلیحات و حمایت از مخالفان لیبی انجام دهد.
معمر قذافی در جنگ داخلی لیبی کشته شد.